# Питаловські Хутори
Питаловські Хутори (рос. Пыталовские Хутора) — присілок в Питаловському районі Псковської області Російської Федерації.
Населення становить 235 осіб. Входить до складу муніципального утворення Утроїнська волость.

## Історія
Від 2015 року входить до складу муніципального утворення Утроїнська волость.

## Населення
| 2001 | 2002 | 2010 |
| ---- | ---- | ---- |
| 282  | ↘234 | ↗235 |